# Афанасьев, Сахамин Миланович
Сахамин Миланович Афанасьев (род. 16 ноября 1973, Верхневилюйск, Якутская АССР) — якутский политический и общественный деятель, cенатор Российской Федерации  от Государственного собрания Ил Тумэн Республики Саха (Якутия) с 2023 года. Член Комитета Совета Федерации по федеративному устройству, региональной политике, местному самоуправлению и делам Севера.

## Биография
В 1998 году окончил Иркутский государственный технический университет по специальности «охрана окружающей среды и рациональное использование природных ресурсов» (с квалификацией инженера-эколога), в 2003 году — Дальневосточную академию государственной службы по специальности «государственное и муниципальное управление» (менеджер), в 2019 году — Российскую академию народного хозяйства и государственной службы при президенте РФ (специалист в области государственного и муниципального управления).
С 2021 по 2023 годы — депутат Государственного собрания (Ил Тумэн) Якутии VI созыва. Был избран 19 сентября 2021 года на дополнительных выборах по Колымо-Индигирскому одномандатному избирательному округу № 34 (баллотировался от «Единой России», набрал 44,97 % голосов). В парламенте Якутии возглавлял постоянный комитет по земельным отношениям, природным ресурсам и экологии. 10 сентября 2023 года был избран депутатом Госсобрания Якутии VII созыва от партии «Единая Россия» по Колымо-Индигирскому одномандатному округу № 34 (63,83 %). Сложил депутатские полномочия в связи с переходом в Совет Федерации РФ.

### Совет Федерации
4 октября 2023 года парламент республики (Ил Тумэн) наделил Сахамина Афанасьева полномочиями сенатора — представителя от законодательного органа власти Саха (Якутии). В Совфеде сменил Александра Акимова.